# Thecla megamede
Thecla megamede är en fjärilsart som beskrevs av Prittwitz 1865. Thecla megamede ingår i släktet Thecla och familjen juvelvingar. Inga underarter finns listade i Catalogue of Life.